# Oceano Pan-Africano
L'oceano Pan-Africano è un ipotetico paleo-oceano la cui chiusura avrebbe dato luogo alla formazione del supercontinente Pannotia.
L'oceano potrebbe essere stato in esistenza prima della fratturazione del supercontinente Rodinia. L'oceano Pan-Africano si chiuse prima dell'inizio del Fanerozoico, quando l'oceano Pantalassa si espanse, e alla fine fu rimpiazzato da questo.